# Jorge Mas Canosa

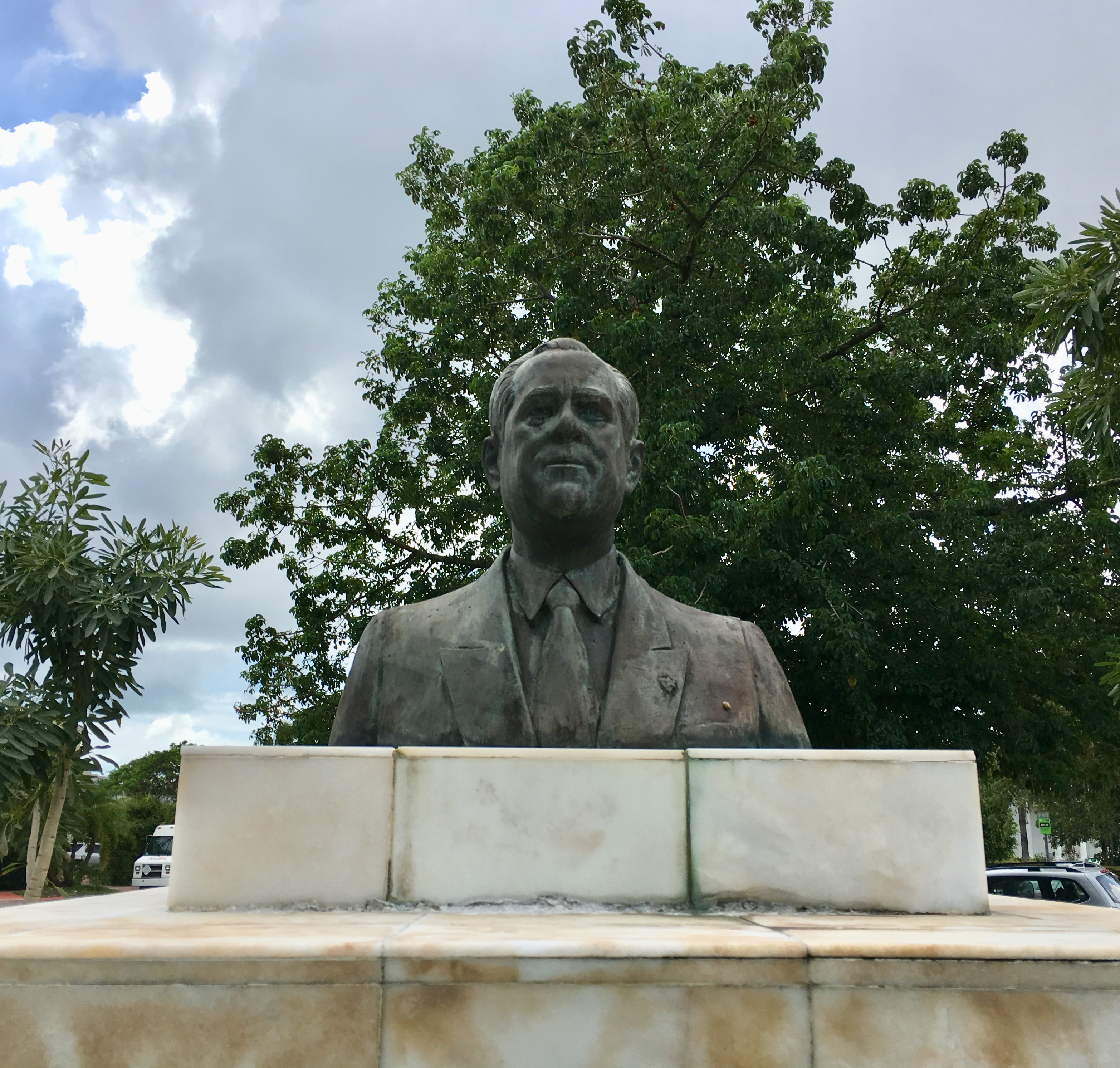
Büste von Jorge Mas Canosa in Miami Beach, Florida

Jorge Mas Canosa (* 21. September 1939 in Santiago de Cuba in Kuba; † 23. November 1997 in Miami in den USA) war exilkubanischer Geschäftsmann und politischer Aktivist. Er war 1981 Gründer und bis zu seinem Tod Vorsitzender der Cuban-American National Foundation (CANF) mit großem Einfluss auf die Kuba-Politik der USA.

## Leben
Jorge Mas Canosa wurde als Sohn des Militär-Tierarztes Ramón Mas Cayado und Josefa de Carmen Canosa Aguilera geboren. Bereits als Gymnasiast engagierte er sich politisch und protestierte gegen Fulgencio Batista, der 1952 die Macht in Kuba durch einen Militärputsch an sich gerissen hatte. Im Alter von 14 Jahren wurde er wegen einer Batista-kritischen Ansprache im örtlichen Radio festgenommen und für mehrere Monate inhaftiert. Später schickte ihn sein Vater zur Fortsetzung seiner Schulausbildung auf ein Junior College nach North Carolina, von wo er nach seinem Abschluss in seine Heimatstadt Santiago zurückkehrte. In Kuba hatte inzwischen im Zuge der Kubanischen Revolution der anfänglich von Mas unterstützte Fidel Castro die Kontrolle über das Land übernommen. Mas entwickelte jedoch eine zunehmend ablehnende Haltung gegen den neuen Regierungschef, den er öffentlich kritisierte. Er wurde hierfür kurzzeitig festgenommen, bevor er 1960 gemeinsam mit seiner Frau in die USA emigrierte.
Mas Canosa nahm 1961 an der Invasion in der Schweinebucht teil und absolvierte anschließend eine Offiziersausbildung bei der United States Army in Fort Benning in Georgia.
Später betätigte er sich überaus erfolgreich als Unternehmer (Sparte: Telekommunikation, Umsatz ca. 1 Mrd. US$). 1981 gründete er gemeinsam mit 14 weiteren kubanoamerikanischen Geschäftsleuten die Kubanisch-Amerikanische Nationalstiftung, der später 250.000 Mitglieder beitraten. Er galt als einer der führenden Köpfe der Exilkubaner und einer der einflussreichsten politischen Lobbyisten in den USA. Er war erklärter Gegner der von Fidel Castro geführten Regierung seines Heimatlandes und befürwortete eine konfrontative Politik der USA gegenüber dem kommunistischen Kuba, für die er – außer gegenüber der Öffentlichkeit – bei verschiedenen Präsidenten, Gouverneuren sowie Kongressabgeordneten warb, in deren Wahlkämpfen er ein wichtiger Faktor war. 1989 hoffte er im Zuge des Zusammenbruchs des Ostblocks ebenfalls auf ein schnelles Ende des Castro-Regimes. Seine CANF ließ er eine neue Verfassung ausarbeiten. Er selbst wollte die neue Regierung führen.
Mas war Vorsitzender zahlreicher Wirtschaftsverbände und Handelskammern und Initiator des an die kubanische Bevölkerung gerichteten, staatlichen US-Rundfunksenders Radio and TV Martí.

## Kritik
Es gibt zahlreiche Hinweise darauf, dass Mas Canosa den militanten Castro-Gegner Luis Posada Carriles finanziell unterstützte, der für terroristische Anschläge und Anschlagsversuche gegen kubanische Ziele verantwortlich gemacht wird, darunter die Sprengung eines Zivilflugzeugs, bei dem 73 Menschen getötet wurden. Für die Finanzierung durch Mas sprechen später dementierte Aussagen Posadas in dessen Autobiografie und gegenüber der New York Times, eine entsprechende Zeugenaussage von Mas Canosas Bruder Ricardo, und deklassifizierte Unterlagen der CIA von 1965.

## Auszeichnungen
- Ehrendoktorwürde des Mercy College, New York, verliehen für „herausragende für Demokratie und Menschenrechte“[2]
- Lincoln-Martí-Preis des US-Bildungsministeriums für „vorbildliche staatsbürgerliche Beiträge zu den Vereinigten Staaten von Amerika“[2]
- Honorarkonsul der Stadt Tel Aviv in Israel für „seine Unterstützung für den Staat Israel und pro-jüdische Belange“[6]